# ROCK Extreme
ROCK Extreme為一東南亞地區英語綜合娛樂電視頻道，由Rock Entertainment Holdings所有。電視頻道於2014年3月27日開始發送，並以高畫質播出。该频道主要放送惊险剧集、特技节目、魔幻表演和真人冒险节目。
港澳地區改為ROCK Action。

## 影集
以下譯名以香港為主
- 檀島警騎2.0
- 重返犯罪現場：洛杉磯
- 數字特工
- 搏擊王國（英语：Kingdom (2014 TV series)）
- 終極玩家
- 德州行者（英语：Walker, Texas Ranger）
- 19-2調查隊（英语：19-2 (2014 TV series)）

## 相關
- ROCK Entertainment

## 外部連結
- ROCK Extreme - 頻道 - MOD（页面存档备份，存于）